# Valladolidi repülőtér
Valladolid repülőtér (IATA: VLL, ICAO: LEVD) egy nemzetközi repülőtér Villanubla közelében. A légikikötő 1953-ban nyílt meg. Éves utasforgalma 172 006 fő (2022). Üzemeltetője az AENA.

## Légitársaságok és úticélok
2025-ben a Valladolidi repülőtérről az alábbi járatok indulnak (Utoljára frissítve: 2025-08-16):
| Légitársaság    | Célállomások                                                         |
| --------------- | -------------------------------------------------------------------- |
| Binter Canarias | Gran Canaria, Tenerife–North                                         |
| Iberia          | Szezonális: Gran Canaria,[forrás?] Palma de Mallorca, Tenerife–North |

## Forgalom
Az utasforgalom az elmúlt években az alábbi módon változott:
| Utasok száma | 232 254 | 444 520 | 512 928 | 365 720 | 462 504 | 223 583 | 231 868 | 253 271 | 71 685 | 172 006 |
|              | 2003    | 2005    | 2007    | 2009    | 2011    | 2014    | 2016    | 2018    | 2020   | 2022    |

## Kifutópályák
A repülőtér futópályái:
- 05/23 (3005 m, 45 m, beton)
- 15/33 (907 m, 60 m, szárazföld)